# Christophersen-Gletscher
Der Christophersen-Gletscher ist ein 13 km langer Gletscher an der Südküste Südgeorgien. Er fließt in westlicher Richtung zur Jacobsen Bight.
Der South Georgia Survey nahm in der Zeit von 1951 bis 1957 Vermessungen des Gletschers vor. Das UK Antarctic Place-Names Committee benannte ihn 1958 nach Pedro Christophersen (1845–1930), einer der ersten Direktoren der vom norwegischen Walfangunternehmer Carl Anton Larsen 1904 gegründeten argentinischen Fischereigesellschaft Compañía Argentina de Pesca, die 50 Jahre lang die Walfangstation auf Grytviken unterhielt.